# Eupithecia glaucata
Eupithecia glaucata là một loài bướm đêm trong họ Geometridae.